# ناثان ويلسون
ناثان ويلسون (بالإنجليزية: Nathan Wilson)‏ هو محامي وقاضي وسياسي أمريكي، ولد في 23 ديسمبر 1758، وتوفي في 25 يوليو 1834. انتخب عضو مجلس النواب الأمريكي.